# Aqua Knight
Aqua Knight (水中騎士, Akua Naito) ist eine Manga-Serie von Yukito Kishiro, das seit 1998 in Japan erscheint.

## Handlung
Die Geschichte von Aqua Knight beginnt mit einem Sturm, der über eine kleine Insel mit einem magischen Leuchtturm hinwegfegt. König Arrabarus, der Herrscher über dieses Eiland, und sein Sohn Ashika, retten die dort gestrandete Ruliya von Perla, welche ein Aqua Knight in Ausbildung ist. Zum Dank für ihre Rettung verspricht Ruliya leichtsinnig den Jungen Ashika zum Knappen zu machen. Arrabarus erlaubt dies, kehrt aber unerkannt, zumindest für Ashika, in einer Aqua Knight Rüstung zurück um Rulija im Kampf zu prüfen. Auf dem Höhepunkt des Kampfes, welcher erst auf dem Rücken von Orcas, und dann zu Fuß ausgefochten wird, taucht der geniale Erfinder Alcantara auf, bemächtigt sich der magischen Sphäre, welche dem Leuchtturm ihr Licht spendet, und entführt Ashika. Arrabarus ist tödlich verwundet und wird von Tagmec ins Totenreich Parca abberufen, Ruliya erhält die Klinge Muertogara, und begibt sich auf die Suche nach der Sphäre und Ashika.

### Handlungsort
Die Geschichte von Aqua Knight findet auf einer Welt statt, welche eine zweigeteilte Scheibe ist. Auf einer Hälfte der Scheibe befindet sich ein riesiger Ozean, Marmundo, mit zahlreichen Inseln, von denen ein Teil vom Königreich Enorme beherrscht wird, und aus welchem Ruliya stammt, die andere Hälfte wird als Antipoden bezeichnet, dort befindet sich das Land Zygote aus welchem Alcantara kommt. Marmundo ist eher Feudal geprägt, und dort Kämpfen die Aqua Knights um Ruhm und Ehre, auf dem Rücken von Orcas, und in Rüstungen die an die Taucheranzüge des frühen 20. Jahrhunderts erinnern, Spanisch scheint in Marmundo gesprochen zu werden. Zygote hingegen ist ein Land, welches ein technisches Niveau erreicht hat, welches mit dem der Industriellen Revolution vergleichbar ist, aber auch alchemistische Elemente integriert hat, von einer gewaltigen Uhr überschattet, scheint Zygote stets von Schnee bedeckt zu sein.
Zwischen den beiden Hälften, als auch an den Rändern der Scheibe ergießt sich ein gewaltiger Wasserfall in die astrale See durch welche der riesige Fisch Leviathan schwimmt. Neben den genannten Reichen existiert auch noch die Unterwelt, Parca, und Pais Vertebral, das Reich der Riesen und Elysium mit den Türmen Gottes. Es existieren sowohl Technologie als auch Magie, Dämonen als auch Götter, von denen Magna Primero der Mächtigste ist und der in Marmundo eine gewaltige, in den Himmel reichende Säule errichtet hat, auf welcher er seinen Anhängern das Gebot "Verbreite Freude" vorgegeben hat. Die Bewohner Marmundos betrachten Krebstiere und verwandte Lebewesen als den bösen Mächten zugehörend.

## Figuren
Ruliya von Perla ist ein Aqua Knight, und versucht nach dem Absolvieren der Akademie dem Ideal ihrer Eltern, welche beide berühmte Aqua Knights sind, zu entsprechen. Sie ist von den Idealen der Aqua Knights überzeugt und setzt sich dafür ein, von Tagmec hat sie die Klinge Muertogara erhalten, mit welcher sie alle 100 Tage die Macht von Parca zu Hilfe holen kann, und welche jedes Material mühelos zerschneidet. Ihr Orca heißt Migma.
Pinoque ist eine kleine, feingliedrige Fee mit Schmetterlingsflügeln, welche von Ruliya vor ihrem kleinen Bruder gerettet wurde. Nach Jahren der Abwesenheit, taucht Pinoque zum Handlungszeitpunkt der Geschicht erneut auf um Ruliya zur Seite zu stehen. Nur bestimmte Personen, und Tiere sind in der Lage Pinoque zu sehen.
Arrabarus ist ein muskulöser, von der Sonne und Wunden gezeichneter älterer Mann, welcher als König über die Leuchtturminsel herrscht, und deren Lichtquelle NIselle beschützt. Er war einst ein bedeutender Aqua Knight, bevor es ihn auf die Insel verschlug, er ist einen Packt mit Tagmec eingegangen. Sein Orca Spot, der eine X-förmige Narbe auf der Stirn trägt, steht ihm auch auf der Insel bei.
Ashika ist der acht Jahre alte Sohn von Arrabarus, der auf der Insel ein sorgenfreies Leben führt, bis er von Alcantara entführt wird. Ashika ist recht naiv, läuft nackt herum, ist gegenüber Gefahren ignorant, und neigt zu Fäkalhumor. Bei einem Versuch über den Rand der Welt zu sehen trifft Ashika, für einen kurzen Augenblick, auf den Fisch Leviathan.
Niselle ist die magische Sphäre, welche dem Leuchtturm auf Arrabus' Insel als Licht dient. Arrabus nennt Niselle seine Frau, und Ashika versteht sie als seine Mutter. Niselle's Raub durch Alcantara bringt die Geschichte ins Laufen.
Alcantara ist ein genialer, aber ebenso arroganter Erfinder aus dem Land Zygote. Er strebt nach Wissen und ist einer der bedeutendsten Wissenschaftler seines Landes. Wegen eines entsprungenen Experimentes ist er gezwungen seine Heimat zu verlassen und mit einem Luftschiff nach Marmundo zu fliehen, wo er hofft Antworten auf seinen Forscherdrang zu finden. Er hofft die Nil-Nil-Krankheit, welche zum Tod seiner Mutter geführt hat, Heilen zu können, um das Mädchen Zykey zu retten. Nach einigen Rückschlägen leidet er unter bipolaren Störungen.
Zycrow und Zyowl sind zwei Brüder aus dem Volk der Norrock, welche im Krieg gegen Zygote unterlegen sind. Da es Alcantara war der zu ihrem Fall beigetragen hat schließen sie sich Ihm an um wieder Sinn im Leben zu finden. Zyowl ist ein bedachter älterer Mann von kleiner Statur, während Zycrow groß und dürr ist, und als Attentäter Alcantara ermorden sollte. Alcantara betrachtet Zycrows oft als ekelerregend und lässt ihn dies durch Schläge und Tritte spüren. Zycrow ist eine Figur, welche von Yukito Kishiro auch im Manga Battle Angel Alita Last Order verwendet wurde, dort ist er ein Meister der Panzerkunst der auf Attentate spezialisiert ist.
Zykey ist eine Junge Frau die an der Nil-Nil-Krankheit leidet, welche zum stückweisen Verschwinden der Erkrankten führt. Sie dient Alcantara in der Hoffnung geheilt werden zu können, da bereits der größte Teil ihres Körpers verschwunden ist, muss sie sich mit Hilfe einer Ganzkörperprothese fortbewegen.
Gyro ist eine riesige Kreatur, welche von Alcantara erschaffen wurde um seine mobile Festung zu bewegen, in welcher Gyro selbst ein Gefangener ist.
Basso ist der Herr von Burg Zondac, zu welcher sich Ruliya plötzlich angezogen fühlt. Hat er üblicherweise die Form eines gutaussehenden Mannes, so ist er bei Erregung in der Lage sich in einen Dämonenritter zu verwandeln, welcher wie ein riesiger Krebs aussieht. Er befehligt ein Heer von Krebswesen und führt das Dämonenschwert Gargora Gedeja. Basso bemüht sich Ruliya durch Magie, und dann Gewalt, für sich zu gewinnen, als er scheitert versucht er Ruliya dazu zu überreden, über die vorangegangenen Ereignisse hinwegzusehen.
Tagmec ist ein Ritter aus dem Totenreich Parca, er erscheint das erste Mal, als er Arrabarus ins Totenreich holt, und er übergibt Ruliya Muertogara. Wird Muertogara in den Boden geschlagen so kann Tagmec gerufen werden, allerdings nur alle hundert Tage. Tagmec ist ein Skelett, welches auf einem Skelett-Pferd reitet, eine Sense, und eine Rüstung trägt. Er erscheint immer mit seinem Gefolge aus Skelettkriegern.

## Veröffentlichung
Die Geschichte entstand als Remake des Dōjinshi Bugbuster von Yukito Kishiro, den er 1988 veröffentlichte. Dieser spielte bereits, wie auch Aqua Knight, in der gleichen Welt wie seine erfolgreiche Serie Battle Angel Alita. Seit März 1998 erscheint der Manga im Magazin Ultra Jump. Dessen Verlag Shūeisha brachte die Kapitel auch in Sammelbänden heraus. Nach Erscheinen des dritten Bandes im September 2000 unterbrach Kishiro die Serie, um das 2001 startende Battle Angel Alita: Last Order zu zeichnen. Er versprach, Aqua Knight fortzusetzen, wenn das Projekt abgeschlossen ist. Eine englische Fassung des Mangas erschien bei Viz Media, eine französische bei Glénat und eine italienische bei Planet Manga. Auf Portugiesisch wurde die Serie von Editora Opera Graphica in Brasilien veröffentlicht, auf Chinesisch von Jonesky in Taiwan.

## Rezeption
Mark Simmons beschreibt den Manga als zauberhafte, ironische Fantasy-Geschichte, die sich in Stil und Erzählton deutlich von Kishiros Battle Angle Alita abhebe. Statt dreckiger Cyborgs und zerspritzenden Gehirnen bietet er in Aqua Knight ein kunterbuntes Bilderbuch über fantastische Wesen und Helden. Die übergreifende Geschichte sei eher nachrangig und es wirke, als würde der Autor sie beim Schreiben Stück für Stück entwickeln, während er mit dem Leser die Welt erkundet. Leider endet die in prächtiger Ästhetik, endlos einfallsreich und dabei völlig verrückt erzählte Geschichte viel zu abrupt.
Die „spannende, actionreiche und humorvolle Fantasy-Story“, so auch die MangasZene, unterscheide sich deutlich von Battle Angel Alita und könne dessen Fans sehr enttäuschen. Mit dem mit großen Flächen arbeitenden Stil, der eine helle und positive Atmosphäre schaffe und die der Zeichner selbst seinen „glorreichen Stil“ nenne, wolle der das Gute im Menschen und die Schönheit des Lebens feiern. Auch wenn es auf den ersten Blick anders wirke, ließen die Details nichts zu wünschen übrig und die Charaktere hätten einen ähnlichen Charme wie bei Alita.